# Jim Rathmann
Richard "Jim" Rathmann, född 16 juli 1928 i Alhambra, Kalifornien, död 23 november 2011 i Melbourne, Florida, var en amerikansk racerförare. Han var vid sin död den då äldste levande vinnaren av Indianapolis 500, och valdes in i Motorsports Hall of Fame of America 2007.

## Racingkarriär
Rathmann tävlade i USAC National Championship, tidigare AAA, mellan 1949 och 1962, och var framförallt framgångsrik i den största tävlingen Indianapolis 500, där han blev tvåa hela tre gånger (1952, 1957 och 1959), men även vann 1960, vilket även räknades som en Grand Prix-seger, i och med att Indianapolis 500 räknades till förar-VM mellan 1950 och 1960. Följaktligen blev Rathmann den sista föraren som registrerade som Grand Prix-vinnare för att ha vunnit Indy 500. Rathmann lyckades aldrig vinna det nationella mästerskapet, men var tillräckligt bra som allroundförare för att kunna sluta på andra plats säsongen 1957.